# Sparris
Sparris (Asparagus officinalis) är en art i familjen sparrisväxter och förekommer naturligt i Europa, västra Asien och norra Afrika.
Sparris odlas som grönsak, som till färgen antingen är vit eller grön. Vit sparris skördas under jord och skördas då toppskottet bryter fram. Grön sparris skördas ovanför jorden och skördas när den nått lagom längd. Det finns många sparrissorter med olika egenskaper. 
Vit och grön sparris är två olika sorter. Den vita tillhör de hårdskaliga och måste alltid skalas. Den gröna tillhör de mjukskaliga och skalas oftast inte. Den vita sparrisen blir grön till färgen om den kommer ovan jord men klassas då som otjänlig. Sparrisen hör till vårens primörer och skördas från april ända in i juni. 

## Risker
Sparris försvarar sig mot maskar och insekter med sparrissyra som har högst koncentration i rötter, fullvuxna skott och i bär. Växtsaften kan vara irriterande för huden och ge blåsor, och att äta bären kan ge magsmärtor, illamående, kräkningar och diarré.
Mängden sparrissyra är låg i de unga skotten, och de är därför ätliga. Den sparrissyra som finns kan i människans kropp brytas ner till olika svavelföreningar. Alla människor utsöndrar dock inte lika mycket svavelföreningar, och alla människor är inte lika känsliga för den doften.

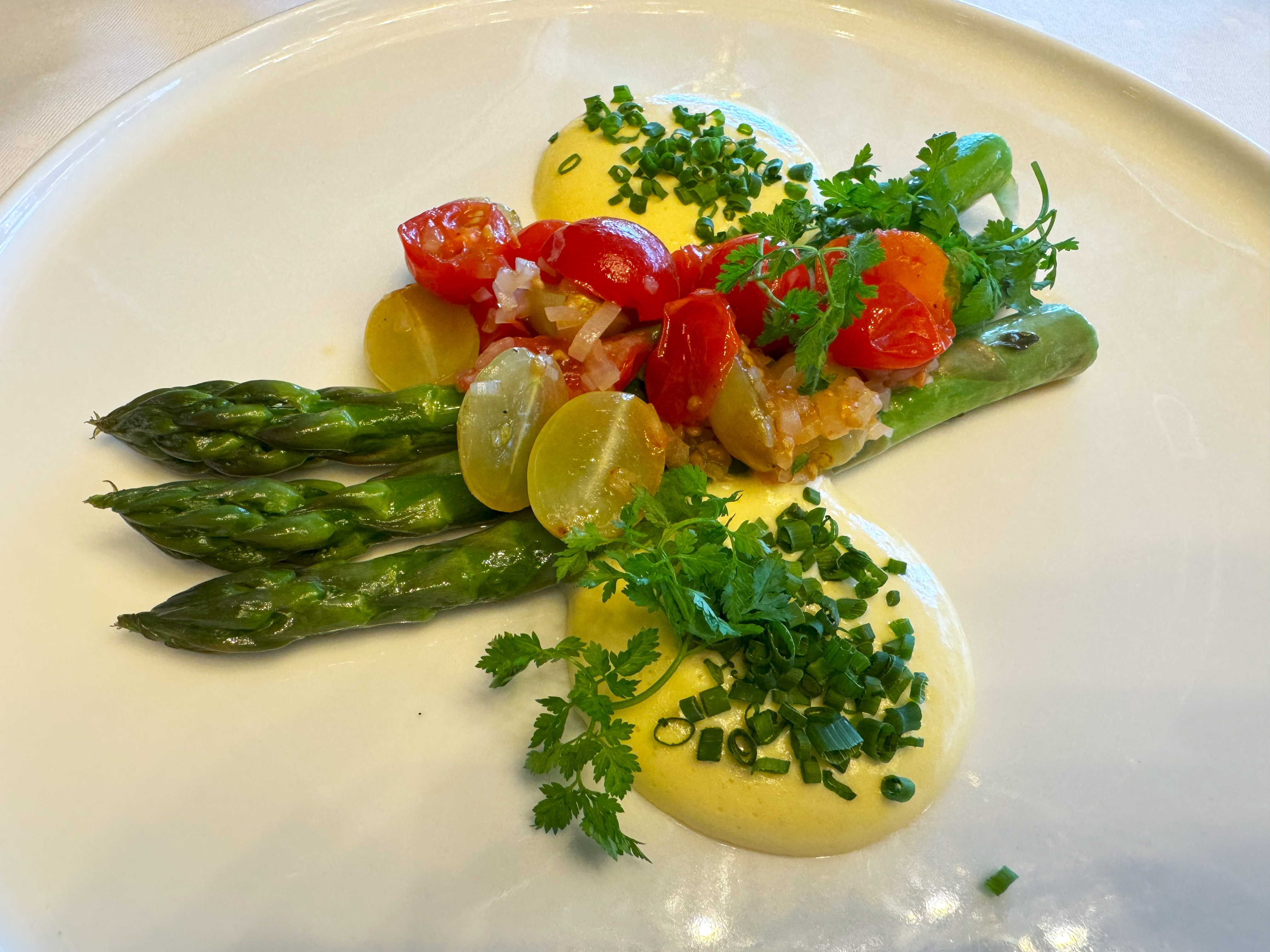
Sparris som förrätt, serverad med körsbärstomater, vindruvor, örter och en dressing.
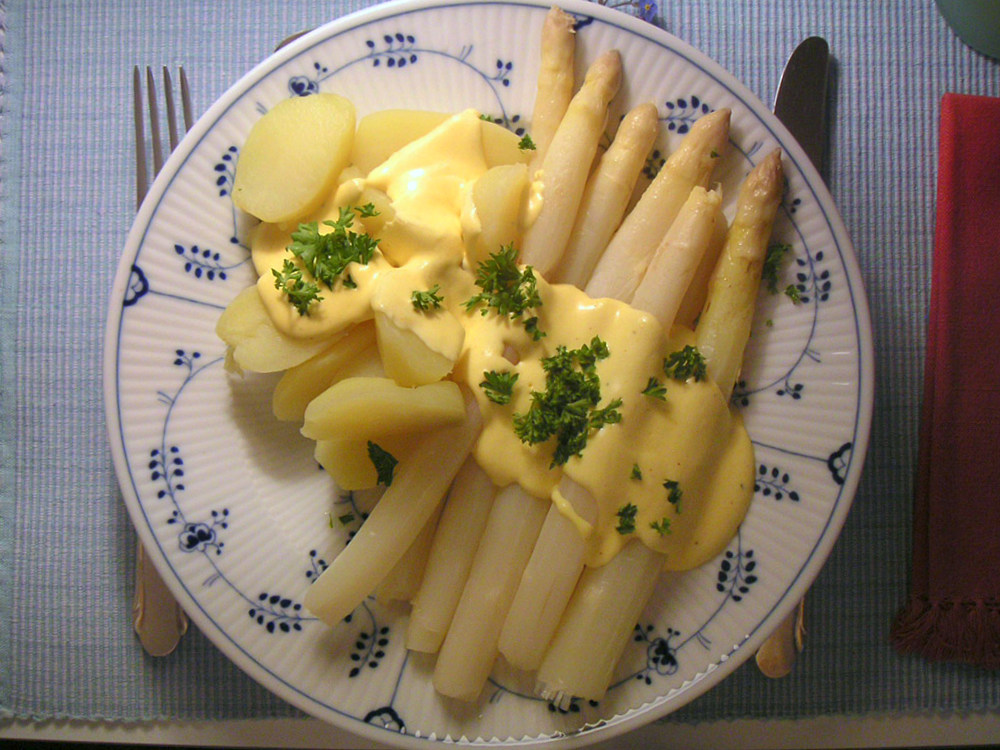
Kokt vit sparris med potatis och hollandaisesås
Serveringsfärdig sparris vid festmiddag i Hallwylska palatset

## Produktion
| Nr                                                                    | Område                 | Produktion (ton) | %        |
| --------------------------------------------------------------------- | ---------------------- | ---------------- | -------- |
| 1                                                                     | Kina                   | 6 848 320        | 87,46 %  |
| 2                                                                     | Peru                   | 377 701          | 4,82 %   |
| 3                                                                     | Mexiko                 | 170 225          | 2,17 %   |
| 4                                                                     | Tyskland               | 114 090          | 1,46 %   |
| 5                                                                     | Spanien                | 48 814           | 0,62 %   |
| 6                                                                     | Italien                | 43 357           | 0,55 %   |
| 7                                                                     | USA                    | 33 700           | 0,43 %   |
| 8                                                                     | Japan                  | 28 500           | 0,36 %   |
| 9                                                                     | Frankrike              | 20 494           | 0,26 %   |
| 10                                                                    | Thailand               | 20 219           | 0,26 %   |
|                                                                       | Övriga länder          | 124 798          | 1,59 %   |
|                                                                       | Total världsproduktion | 7 830 218        | 100,00 % |
| Källa: FN:s livsmedels- och jordbruksorganisation:s data för år 2014. |                        |                  |          |

## Synonymer
Asparagopsis javanica Kunth
Asparagus altilis (L.) Asch.
Asparagus altilis subsp. polyphyllus (Steven ex Ledeb.) K.Richt.
Asparagus caspius Hohen.
Asparagus collinus Schur
Asparagus dubius Decne.
Asparagus esculentus Salisb.
Asparagus hedecarpus Andr. ex Baker
Asparagus hortensis Mill. ex Baker
Asparagus maritimus Mill.
Asparagus officinalis var. altilis L.
Asparagus officinalis subsp. altilis (L.) Cif. & Giacom.
Asparagus oxycarpus Stev.
Asparagus paragus Gueldenst. ex Ledeb.
Asparagus polyphyllus Stev. ex Ledeb.
Asparagus sativus Mill.
Asparagus schoberioides Kunth
Asparagus tenuifolius Gilib.
Asparagus vulgaris Gueldenst. ex Ledeb.